# Silene alaschanica
Silene alaschanica là loài thực vật có hoa thuộc họ Cẩm chướng. Loài này được (Maxim.) Bocquet miêu tả khoa học đầu tiên năm 1967.